# Terry Martin
Terry L. Martin (nacido el 10 de octubre de 1980) es un artista marcial mixto estadounidense que actualmente compite en la categoría de peso mediano.

## Biografía
Martin creció en el lado oeste de Chicago, Illinois. A la edad de 10 años, Martin se unió a una pandilla callejera. En el verano de 1996, con solo 15 años, Martin estuvo a punto de morir cuando se vio envuelto en un tiroteo y fue alcanzado por cinco balas en su piernas, pecho y espalda. Después de recuperarse, Martin se centró en sus estudios, convirtiéndose en el primer miembro de su familia en diplomarse en la escuela de secundaria. Desde que se graduó de la escuela secundaria, Martin ha logrado, además, una licenciatura, una maestría, y actualmente está matriculado en la Escuela Adler de Chicago campus de Psicología como candidato doctoral.

## Carrera en artes marciales mixtas

### Ultimate Fighting Championship
En su debut con la promoción, Martin se enfrentó a James Irvin el 20 de agosto de 2005 en UFC 54. Martin perdió la pelea por nocaut en la segunda ronda.
Martin se enfrentó a Jason Lambert el 15 de abril de 2006 en UFC 59. Martin perdió la pelea por nocaut técnico en la segunda ronda.
El 3 de febrero de 2007, Martin se enfrentó a Jorge Rivera en UFC 67. Martin ganó la pelea por nocaut en la primera ronda, ganando así el premio al KO de la Noche.
Martin se enfrentó a Ivan Salaverry el 26 de mayo de 2007 en UFC 71. Martin ganó la pelea por nocaut técnico en la primera ronda.
El 19 de septiembre de 2007, Martin se enfrentó a Chris Leben en UFC Fight Night 11. Martin perdió la pelea por nocaut en la tercera ronda.
Martin se enfrentó a Marvin Eastman el 2 de febrero de 2008 en UFC 81. Martin perdió la pelea por decisión unánime.

## Campeonatos y logros
- Ultimate Fighting Championship
  - KO de la Noche (Una vez)

## Récord en artes marciales mixtas
| Resultado | Récord | Oponente        | Método                       | Evento                                           | Fecha                    | Ronda | Tiempo | Localización               | Notas                                         |
| --------- | ------ | --------------- | ---------------------------- | ------------------------------------------------ | ------------------------ | ----- | ------ | -------------------------- | --------------------------------------------- |
| Derrota   | 23–12  | Erick Lozano    | KO (rodillazo volador)       | KOP 59                                           | 16 de diciembre de 2017  | 1     | 2:11   | Grand Rapids, Míchigan     |                                               |
| Victoria  | 23–11  | Jason Ramos     | Decisión (mayoritaria)       | MaxxFC 33                                        | 19 de agosto de 2017     | 5     | 5:00   | Bayamón                    | Gana el Campeonato de Peso Mediano de MaxxFC. |
| Derrota   | 22–11  | Matt Horwich    | TKO (golpes)                 | KSW 21                                           | 1 de diciembre de 2012   | 2     | 4:08   | Varsovia                   |                                               |
| Victoria  | 22–10  | Allen Hope      | TKO (golpes y codazos)       | MFC 31                                           | 7 de octubre de 2011     | 1     | 2:13   | Edmonton                   |                                               |
| Derrota   | 21–10  | Douglas Lima    | TKO (golpes)                 | MFC 29                                           | 8 de abril de 2011       | 1     | 1:14   | Windsor                    | Por el Campeonato de Peso Wélter de MFC.      |
| Victoria  | 21–9   | Josh Martin     | TKO (golpes)                 | Nemesis Fighting: MMA Global Invasion            | 11 de diciembre de 2010  | 1     | 1:27   | Punta Cana                 |                                               |
| Victoria  | 20–9   | Jorge Ortiz     | Decisión (dividida)          | Powerhouse World Promotions: War on the Mainland | 14 de agosto de 2010     | 3     | 5:00   | Irvine, California         |                                               |
| Victoria  | 19–9   | Ted Worthington | Decisión (unánime)           | King of the Cage: Turbulence II                  | 24 de abril de 2010      | 3     | 5:00   | Lac du Flambeau, Wisconsin |                                               |
| Derrota   | 18–9   | Julio Paulino   | KO (golpe)                   | Arena Rumble II                                  | 12 de septiembre de 2009 | 3     | 3:40   | Spokane, Washington        |                                               |
| Derrota   | 18–8   | Zak Cummings    | Decisión (unánime)           | XCF: Rumble in Racetown                          | 14 de febrero de 2009    | 3     | 5:00   | Daytona, Florida           |                                               |
| Derrota   | 18–7   | Scott Smith     | KO (golpe)                   | Strikeforce: Destruction                         | 21 de noviembre de 2008  | 1     | 0:24   | San José, California       |                                               |
| Victoria  | 18–6   | Cory Devela     | KO (golpe)                   | Strikeforce: At The Mansion II                   | 20 de septiembre de 2008 | 3     | 2:08   | Beverly Hills, California  |                                               |
| Derrota   | 17–6   | Vitor Belfort   | KO (golpes)                  | Affliction: Banned                               | 19 de julio de 2008      | 2     | 3:12   | Anaheim, California        |                                               |
| Victoria  | 17–5   | Daiju Takase    | Descalificación (golpe bajo) | Adrenaline MMA: Guida vs Russow                  | 14 de junio de 2008      | 2     | 3:35   | Chicago, Illinois          |                                               |
| Derrota   | 16–5   | Marvin Eastman  | Decisión (unánime)           | UFC 81                                           | 2 de febrero de 2008     | 3     | 5:00   | Las Vegas, Nevada          |                                               |
| Derrota   | 16–4   | Chris Leben     | KO (golpe)                   | UFC Fight Night: Thomas vs. Florian              | 19 de septiembre de 2007 | 3     | 3:56   | Las Vegas, Nevada          |                                               |
| Victoria  | 16–3   | Ivan Salaverry  | TKO (suplex y golpes)        | UFC 71                                           | 26 de mayo de 2007       | 1     | 2:04   | Las Vegas, Nevada          |                                               |
| Victoria  | 15–3   | Jorge Rivera    | KO (golpes)                  | UFC 67                                           | 3 de febrero de 2007     | 1     | 0:14   | Las Vegas, Nevada          | KO de la Noche.                               |
| Victoria  | 14–3   | Jason Guida     | KO (golpe)                   | XFO 13                                           | 11 de noviembre de 2006  | 3     | 0:08   | Hoffman Estates, Illinois  |                                               |
| Victoria  | 13–3   | Keith Berry     | TKO (golpes)                 | WEC 24                                           | 12 de octubre de 2006    | 1     | 2:52   | Lemoore, California        |                                               |
| Derrota   | 12–3   | Jason Lambert   | TKO (golpes)                 | UFC 59                                           | 15 de abril de 2006      | 2     | 2:37   | Anaheim, California        |                                               |
| Victoria  | 12–2   | Trevor Garrett  | KO (rodillazos)              | KOTC: Redemption on the River                    | 17 de febrero de 2006    | 1     | 1:40   | Moline, Illinois           |                                               |
| Victoria  | 11–2   | Ron Fields      | Sumisión (guillotine choke)  | KOTC: Raging Bull                                | 16 de diciembre de 2005  | 2     | 2:37   | Cleveland, Ohio            |                                               |
| Derrota   | 10–2   | James Irvin     | KO (rodillazo volador)       | UFC 54                                           | 20 de agosto de 2005     | 2     | 0:09   | Las Vegas, Nevada          |                                               |
| Victoria  | 10–1   | Jerry Spiegel   | TKO (golpes)                 | Combat: Do Fighting Challenge 3                  | 14 de mayo de 2005       | 2     | 1:55   | Illinois                   |                                               |
| Victoria  | 9–1    | Homer Moore     | Sumisión (golpes)            | WEC 14                                           | 17 de marzo de 2005      | 2     | 3:14   | Lemoore, California        |                                               |
| Victoria  | 8–1    | Jerry Spiegel   | TKO (golpes)                 | Combat: Do Fighting Challenge 2                  | 5 de febrero de 2005     | 1     | 1:09   | Illinois                   |                                               |
| Victoria  | 7–1    | Chael Sonnen    | TKO (parada del equipo)      | Xtreme Fighting Organization 4                   | 3 de diciembre de 2004   | 2     | 5:00   | McHenry, Illinois          |                                               |
| Victoria  | 6–1    | Jeff Gerlick    | Sumisión (guillotine choke)  | Combat: Do Fighting Challenge 1                  | 23 de octubre de 2004    | 1     | 2:58   | Cícero, Illinois           |                                               |
| Victoria  | 5–1    | William Hill    | KO (golpes)                  | Xtreme Fighting Organization 3                   | 2 de octubre de 2004     | 3     | 0:19   | McHenry, Illinois          |                                               |
| Victoria  | 4–1    | William Hill    | KO (golpes)                  | IHC 7: The Crucible                              | 5 de junio de 2004       | 2     | 2:57   | Hammond, Indiana           |                                               |
| Victoria  | 3–1    | Greg Franklin   | Sumisión (keylock)           | Extreme Challenge 54                             | 12 de octubre de 2003    | 1     | 2:27   | Lakemoor, Illinois         |                                               |
| Victoria  | 2–1    | Ron Fields      | Sumisión (rear-naked choke)  | Extreme Challenge 51                             | 2 de agosto de 2003      | 1     | 4:11   | St. Charles, Illinois      |                                               |
| Victoria  | 1–1    | Rob Smith       | Decisión                     | Silverback Classic 16                            | 28 de junio de 2003      | 3     | 5:00   | Canton, Illinois           |                                               |
| Derrota   | 0–1    | Stephan Bonnar  | Decisión (unánime)           | Maximum Fighting Challenge                       | 7 de septiembre de 2002  | 1     | 10:00  | Hammond, Indiana           |                                               |

## Récord en boxeo
| Resultado | Récord | Oponente         | Método | Asalto | Tiempo | Fecha      | Localización         | Notas |
| --------- | ------ | ---------------- | ------ | ------ | ------ | ---------- | -------------------- | ----- |
| Derrota   | 5–1    | Dimar Ortuz      | TKO    | 3 (6)  | 0:57   | 21-11-2012 | Hammond, Indiana     |       |
| Victoria  | 5–0    | Thomas Boose     | KO     | 1 (4)  |        | 23-11-2011 | Elk Grove, Illinois  |       |
| Victoria  | 4–0    | Rodelle Bolar    | KO     | 1 (4)  | 1:21   | 20-2-2010  | Hammond, Indiana     |       |
| Victoria  | 3–0    | Jadell Wells     | TKO    | 3 (4)  | 2:59   | 20-11-2009 | San Luis, Misuri     |       |
| Victoria  | 2–0    | Rayvon Wilson    | KO     | 2 (4)  | 2:31   | 21-8-2009  | Hammond, Indiana     |       |
| Victoria  | 1–0    | Ricardo Upchurch | KO     | 1 (4)  | 0:47   | 11-4-2008  | Villa Park, Illinois |       |